# American Pediatric Surgical Association
Американська асоціація дитячої хірургії (англ. American Pediatric Surgical Association) — це американська професійна організація, яка займається дитячою хірургією. Вона була заснована в 1970 році і станом на 2015 рік налічувала понад 1200 членів. Її офіційним журналом є Journal of Pediatric Surgery.